# 柳宿八
長蛇座θ，又名BD+02 2167，HD 79469、SAO 117527、HR 3665，是長蛇座的一颗恒星，视星等为3.88，位于銀經228.77，銀緯32.53，其B1900.0坐标为赤經9h 9m 9.7s，赤緯+2° 32.53′ 11″。